# Граница (село, Болгария)
Граница (болг. Граница) — село в Болгарии. Находится в Кюстендилской области, входит в общину Кюстендил. Население составляет 545 человек.
Над селом на Брезовском хребте горы Осогово находится одноименная средневековая крепость «Граница» и Границкий монастырь. Еще одной достопримечательностью является уникальный Чифтликчийский дом.

## Политическая ситуация
В местном кметстве Граница, в состав которого входит Граница, должность кмета (старосты) исполняет Камен Иванов Шукеров (коалиция в составе 6 партий: Демократы за сильную Болгарию (ДСБ), Движение «Георгиев день», Земледельческий народный союз (ЗНС), Демократическая партия (ДП), Союз свободной демократии (ССД), Союз демократических сил (СДС)) по результатам выборов.
Кмет (мэр) общины Кюстендил — Петыр Георгиев Паунов (коалиция в составе 3 партий: Демократы за сильную Болгарию (ДСБ), Союз демократических сил (СДС), партия АТАКА) по результатам выборов.